# Xăm Yantra

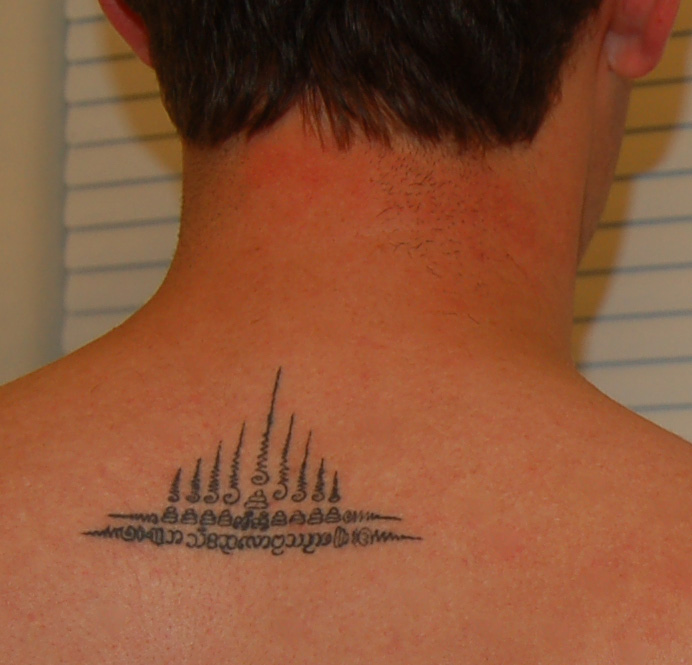
Một hình xăm Yantra 9 ngọn giáo

Xăm Yantra (tiếng Thái: สักยันต์; tiếng Khmer: សាក់យ័ន្ត; tiếng Miến Điện: တက်တူးထိုး) là một loại hình xăm truyền thống có nguồn gốc từ đế quốc Khmer. Xăm Yantra có thể là những biểu tượng linh thiêng, hình vẽ động vật, hay những ký hiệu, chữ viết tiếng Pali với ý nghĩa che chở hay mang đến sức mạnh, may mắn cho người được xăm. Ngày nay, thuật xăm này chủ yếu phổ biến ở Thái Lan và tại một số vùng lân cận của Campuchia, Lào, và Myanmar.
สัก (xặc) có nghĩa là hình xăm; còn ยันต์ (yăn) là phiên âm tiếng Thái của từ tiếng Phạn yantra, một biểu tượng tín ngưỡng linh thiêng trong văn hóa Ấn Độ.
Xăm Yantra được thực hiện dưới bàn tay của những nhà sư đạo Phật, các sư dùng một cây gậy kim loại nhọn để tạo ra những hình xăm.

## Hình ảnh

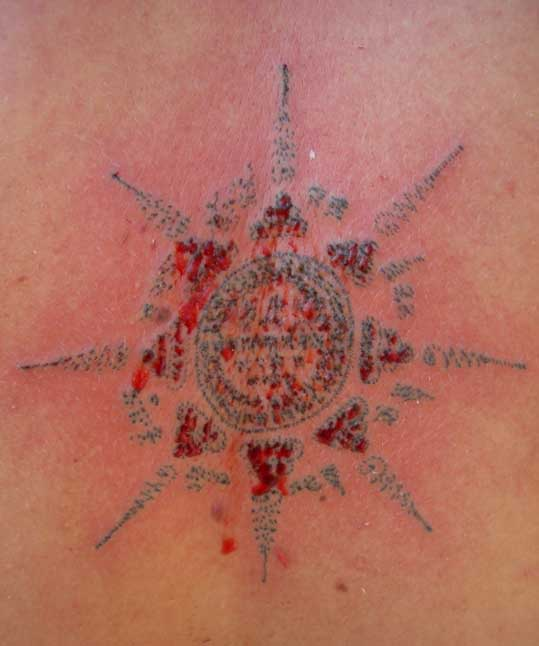
Hình xăm vừa được thực hiện
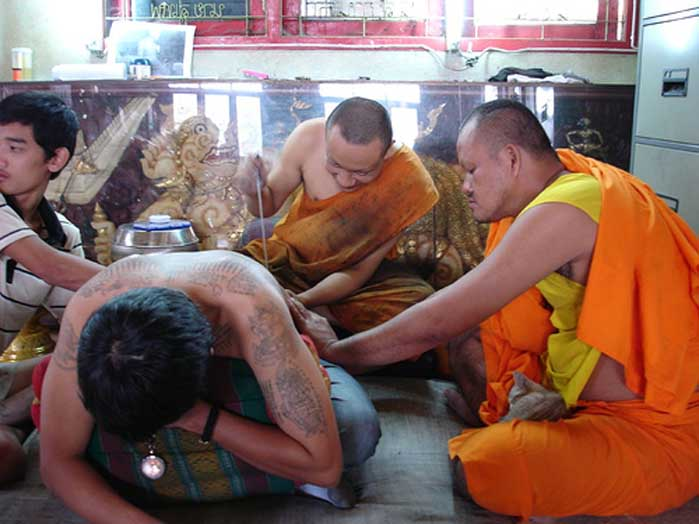
Xăm hình tại đền Wat Bang Phra
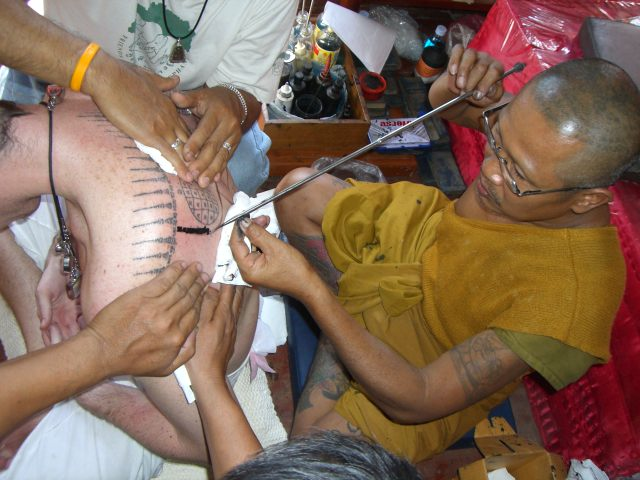
Xăm Yantra ở Ang Thong
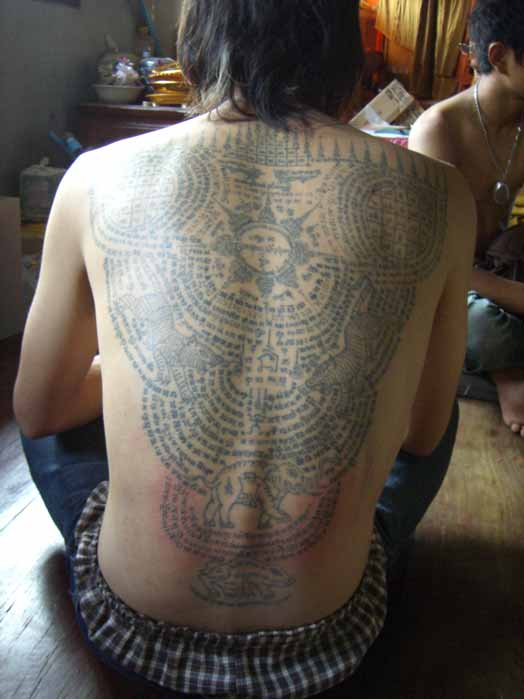
Xăm toàn bộ phần lưng